# 黃學禮
黃學禮（英語：Wong Hok-lai，1993年—），香港民主派人士，前香港沙田區議會副主席兼前松田選區議員。

## 從政生涯
2015年，黃學禮挑戰時任松田區議員鄧永昌，以沙田社區網絡名義參選區議會，並成功當選，以22歲之齡成為當届最年輕的區議員
2019年，黃學禮擊敗民建聯姚皓兒，成功連任，並在民主派控制沙田區議會的情況下，自動當選沙田區議會副主席。2019年8月7日凌晨，黃學禮因接到市民求助前往深水埗警署，被警方以非法集結及阻礙警務人員執行職務罪名拘捕，被扣查約20小時後獲釋。2019年11月，他再度因涉嫌非法集結被捕。2020年5月8日，他被控告在前一年8月7日阻差辦公，晚上獲釋，同月22日在西九龍裁判法院提訊，獲准以原有1000元保釋金、不准離港及每星期報到警署一次等條件保釋。到2021年3月29日，裁判官劉淑嫻認為他是巧合阻礙警員去路，亦不會知道亦不會知道警員計劃追捕他下，裁定罪名不成立。

## 外部連結
- 黃學禮的Facebook專頁

| 議會席位      | 議會席位                                              | 議會席位      |
| ------------- | ----------------------------------------------------- | ------------- |
| 前任： 鄧永昌 | 沙田區議會 松田選區區議員 2016年1月1日－2021年10月7日 | 空缺          |
| 前任： 彭長緯 | 沙田區議會副主席 2020年1月3日－2021年10月7日          | 繼任： 冼卓嵐 |